# Bisaltes spegazzinii
Bisaltes spegazzinii är en skalbaggsart som beskrevs av Bruch 1911. Bisaltes spegazzinii ingår i släktet Bisaltes och familjen långhorningar. Inga underarter finns listade.